# De lollige lakens
De lollige lakens is het honderdzeventiende stripverhaal uit de reeks van Suske en Wiske. Het is een kort verhaal dat werd geschreven door Willy Vandersteen en getekend door Paul Geerts. De eerste albumuitgave was in het vakantieboek uit juli 1977. Het stripboek werd exclusief uitgegeven voor het wasmiddel Ariel.

## Locaties
Mallorca met paleis van Moorse piraten, Cueves del Drach (de grotten van de draak) in Porto Cristo.

## Personages en uitvindingen
Personages
Suske, Wiske, tante Sidonia, Lambik, Jerom, professor Barabas, pottenbakker en zijn zoontje, Moorse piraten, piratenhoofdman Sakreldar, tovenaar en zijn drie dochters.
Uitvindingen
De teletijdmachine.

## Het verhaal
Tante Sidonia komt terug uit Mallorca en ze vertelt Suske en Wiske dat ze in de grotten van Porto Cristo, de “Cueves del Drach” is verdwaald in een zijgang. ’s Nachts komen geesten uit het jaar 200 voor Christus uit de koffer van tante Sidonia en zeggen haar dat ze terug naar Mallorca moeten. Lambik gaat met Suske en Wiske naar professor Barabas die hen met de teletijdmachine naar het verleden stuurt. Ze komen aan in Mallorca en Suske redt een jongetje uit de zee. De vader van het jongetje, een pottenbakker, vertelt dat Moorse piraten Mallorca bezetten. Een tovenaar voorspelde dat de Moren het eiland zullen verlaten als zijn dochters op de door hem gemaakte muziekinstrumenten spelen, maar de piratenhoofdman Sakreldar hoorde dit en liet de dochters in de toren opsluiten. De muziekinstrumenten heeft hij in de grotten van Porto Cristo verstopt. De vrienden worden door de Moren gevonden en ze doen zich voor als reizende kunstenaars. ’s Avonds gaan ze naar het paleis van de Moren en ze treden op voor het gezelschap.
Lambik doet kunstjes met een zwaard en zegt dat alleen trouwe piraten zijn truc met een touw kunnen zien, er gebeurt niks maar alle mannen klappen omdat ze niet als verrader aangezien willen worden. De vrienden beklimmen de toren en komen bij de drie gezusters en helpen ze ontsnappen, waarna de pottenbakker hen helpt ontsnappen uit het paleis. Ze gaan naar de Cuevas del Drach en ontmoeten daar de draak. Dan komt Jerom ook aan in het verleden en hij verslaat de draak. Met een bootje varen de vrienden op het onderaardse meer, maar Suske en Wiske worden door de Moren gevangen. Net voordat Suske en Wiske worden neergeschoten door pijlen van de Moren worden de vrienden weggeflitst. De professor heeft een boek gevonden waar het verhaal van de drie gezusters in beschreven staat.
De meisjes wilden ontsnappen via een zijgang en de Moren schoten vele pijlen op hen waardoor de gang instortte. De meisjes zaten gevangen in de doodlopende gang en ze zijn daar gestorven doordat het water steeg. De liefde voor het eiland was sterker dan de dood en de geesten van de meisjes doolden door de grotten en ze hebben de instrumenten van hun vader gevonden. In een bootje maakten ze muziek op deze instrumenten en dit was op het hele eiland te horen. De Moren schrokken enorm en vluchtten van het eiland. Mallorca herdenkt dit door in de grotten van Drach een klank- en lichtspel voor toeristen op te voeren en de vrienden gaan opnieuw naar Mallorca om deze voorstelling te zien.

## Achtergronden bij het verhaal
In de grotten van Drach kunnen toeristen inderdaad een voorstelling zien met de bootjes en muzikanten.